# Zurich Insurance Group

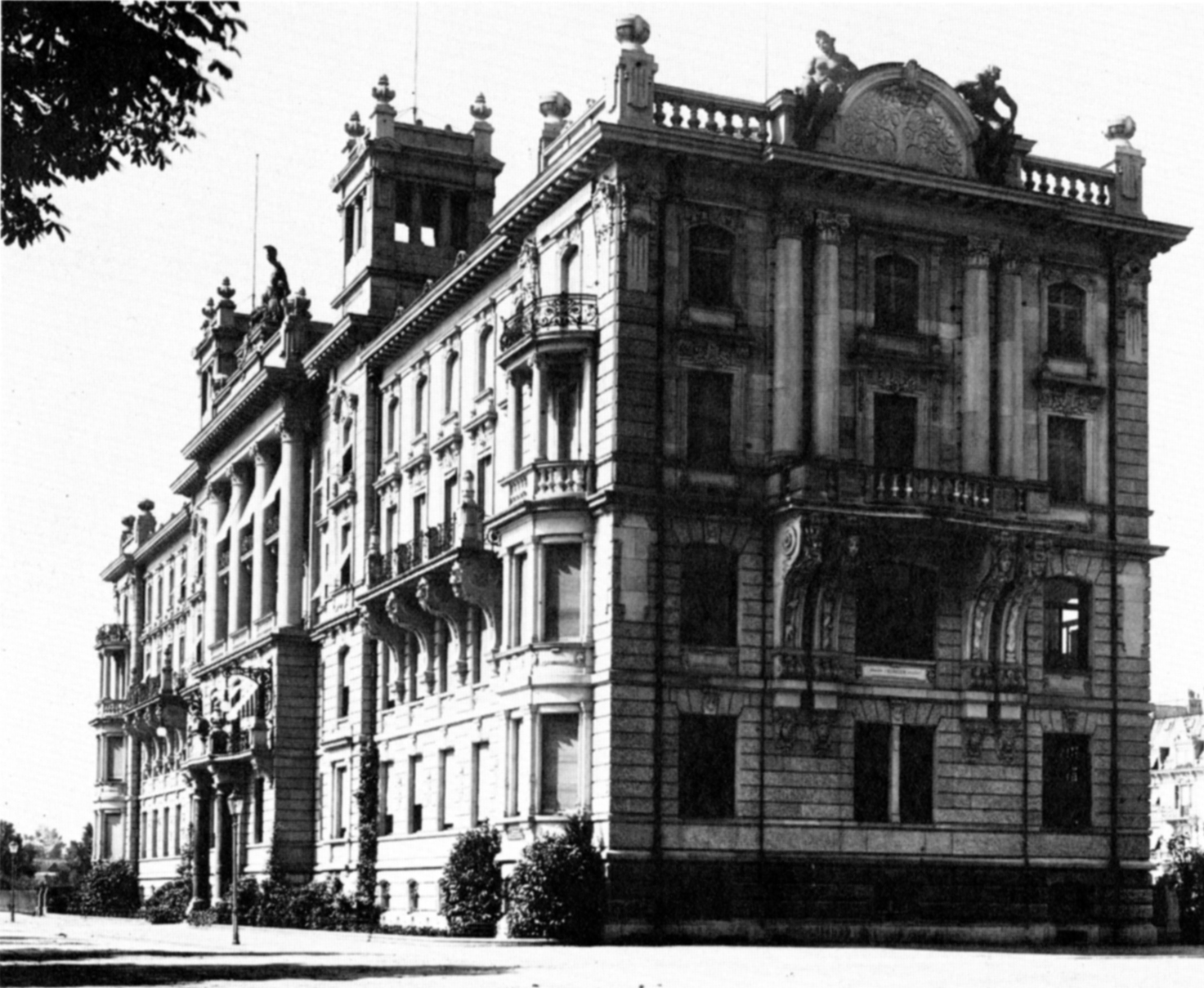
Der repräsentative Hauptsitz der Zürich-Versicherung (damals «Zürich» Allgemeine Unfall- und Haftpflicht-Versicherungs-Gesellschaft) in Zürich um 1905

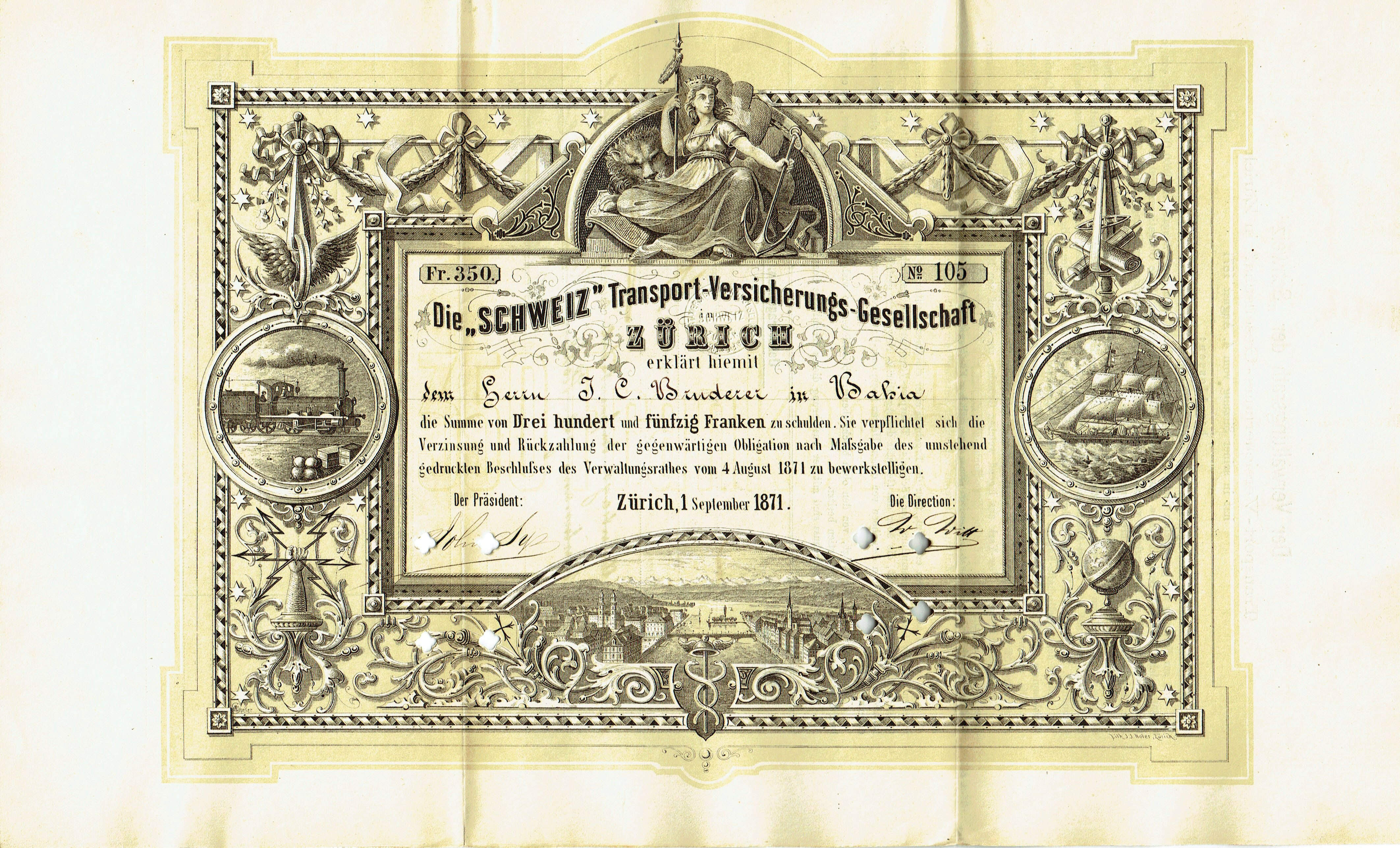
Obligation über 350 Franken der «Schweiz» Transport-Versicherungs-Gesellschaft vom 1. September 1871

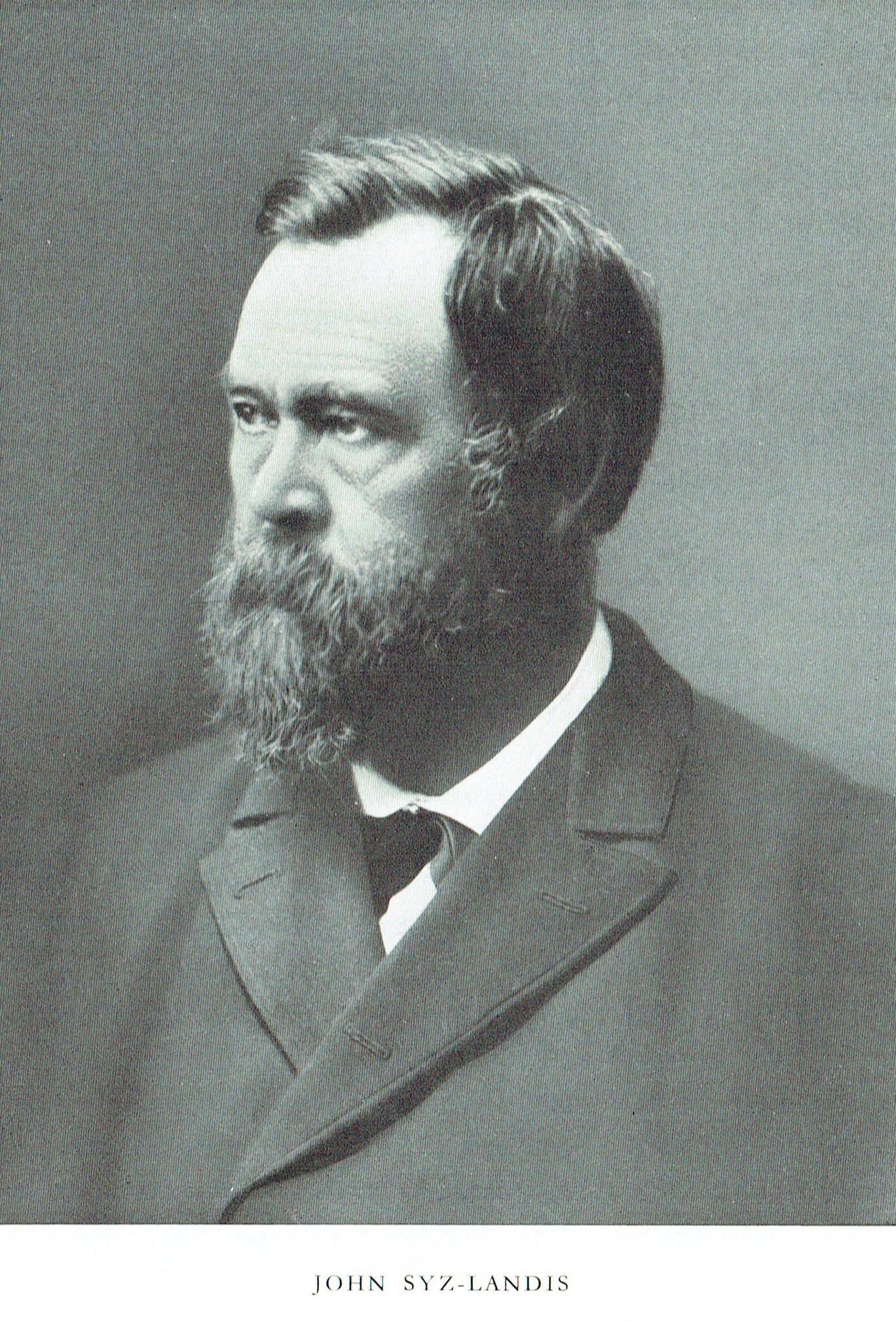
John Syz-Landis, erster Präsident der «Schweiz» Transport-Versicherungs-Gesellschaft und des Versicherungs-Vereins

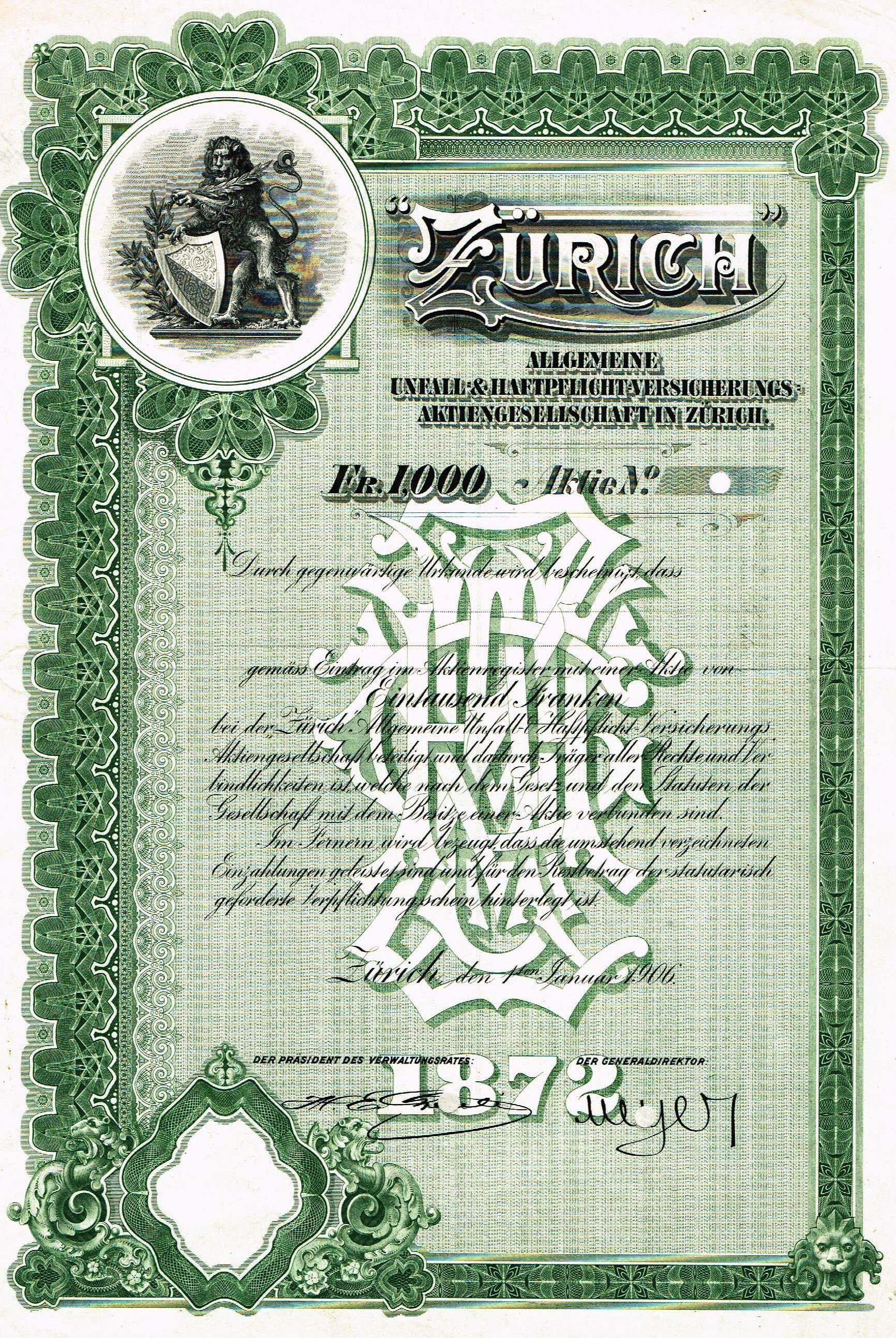
Namensaktie der Zürich Allgemeine Unfall- & Haftpflichtversicherungs-AG vom 1. Januar 1906

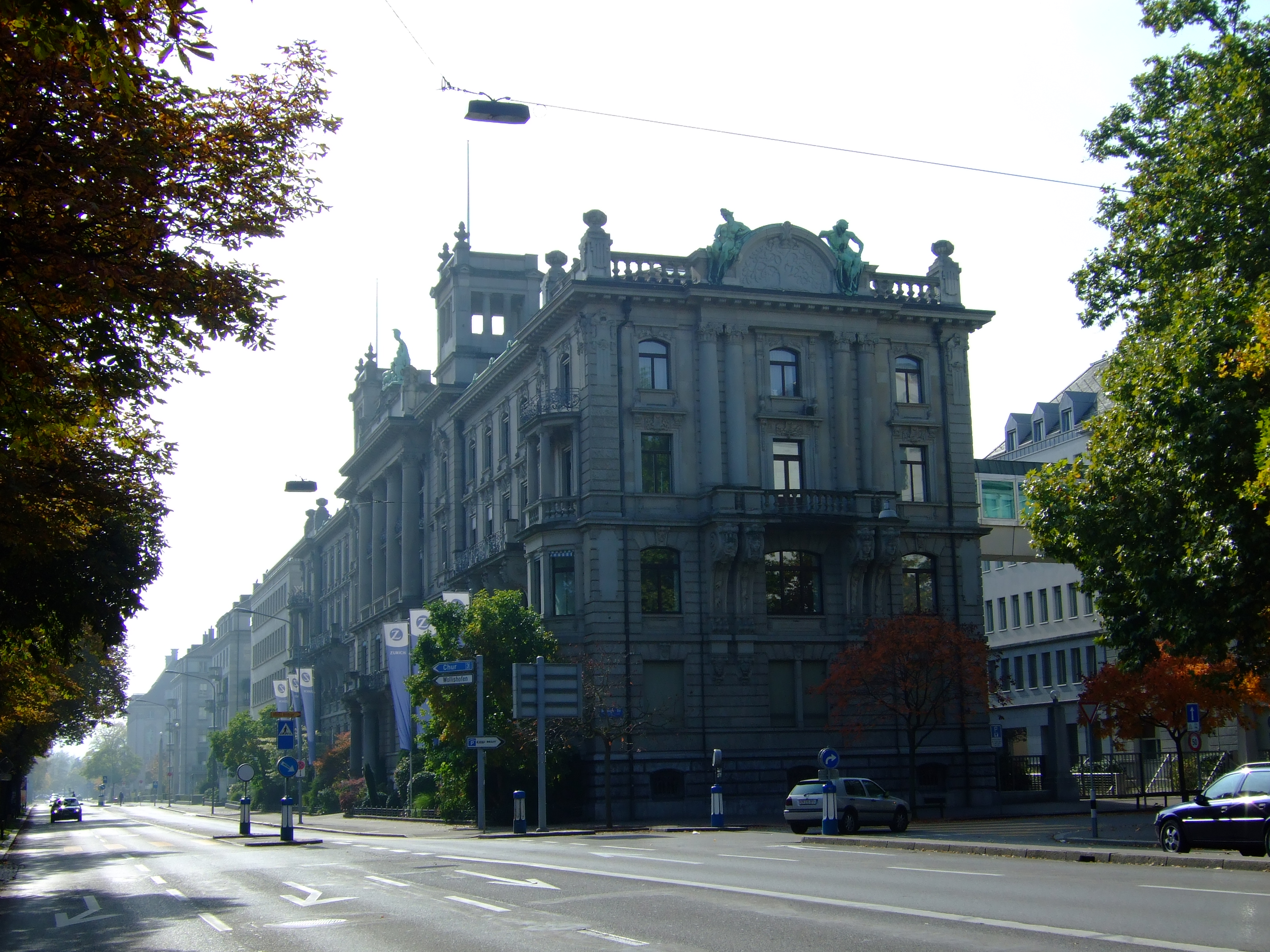
Gleiche Ansicht 103 Jahre später. Der Name «Zürich» Versicherungs-Gesellschaft prangt zwar noch am Gebäude, Sitz hat hier jedoch der Konzern.

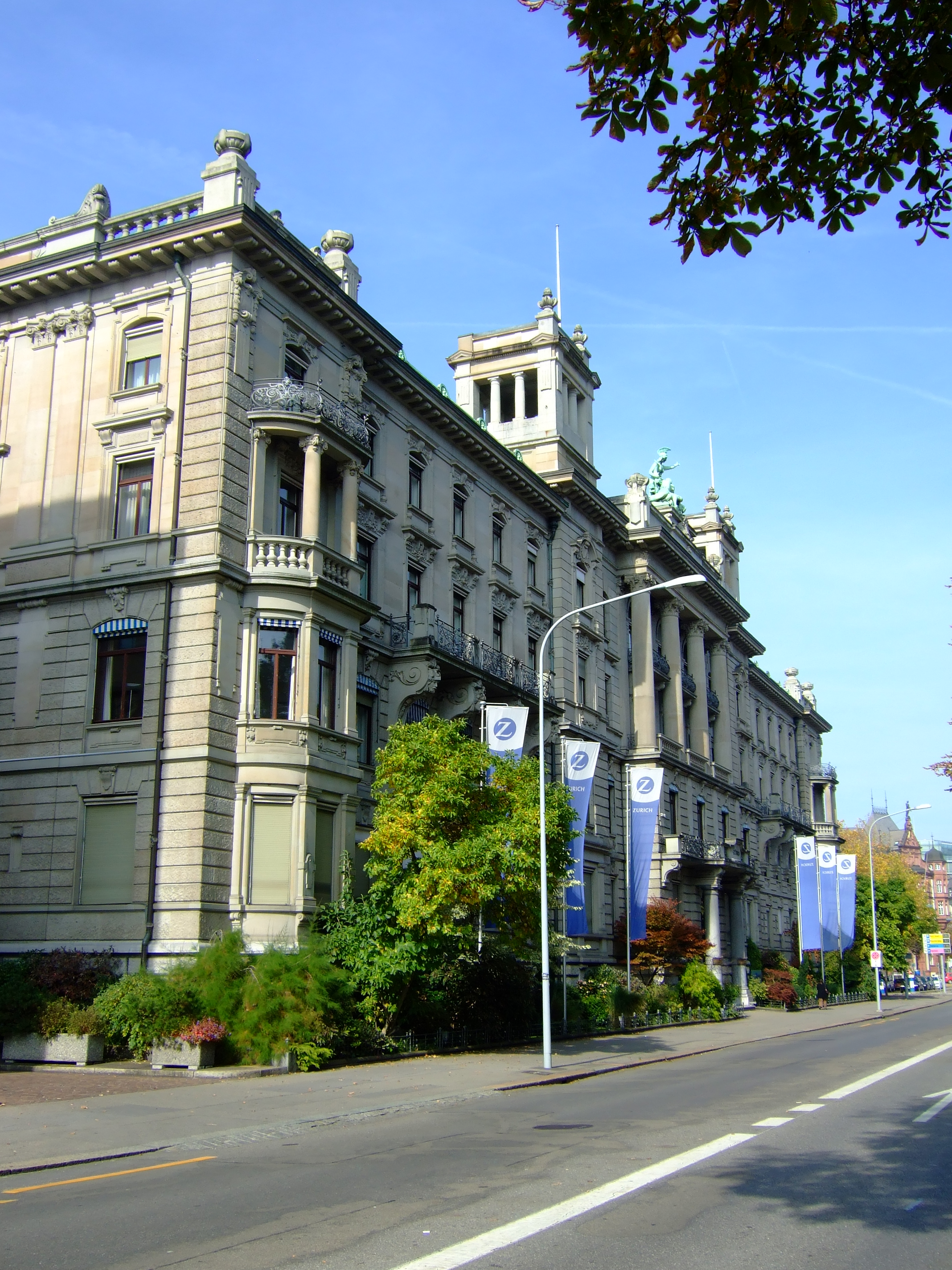
Der Hauptsitz in Zürich am Mythen-Quai 2008 seeabwärts gesehen

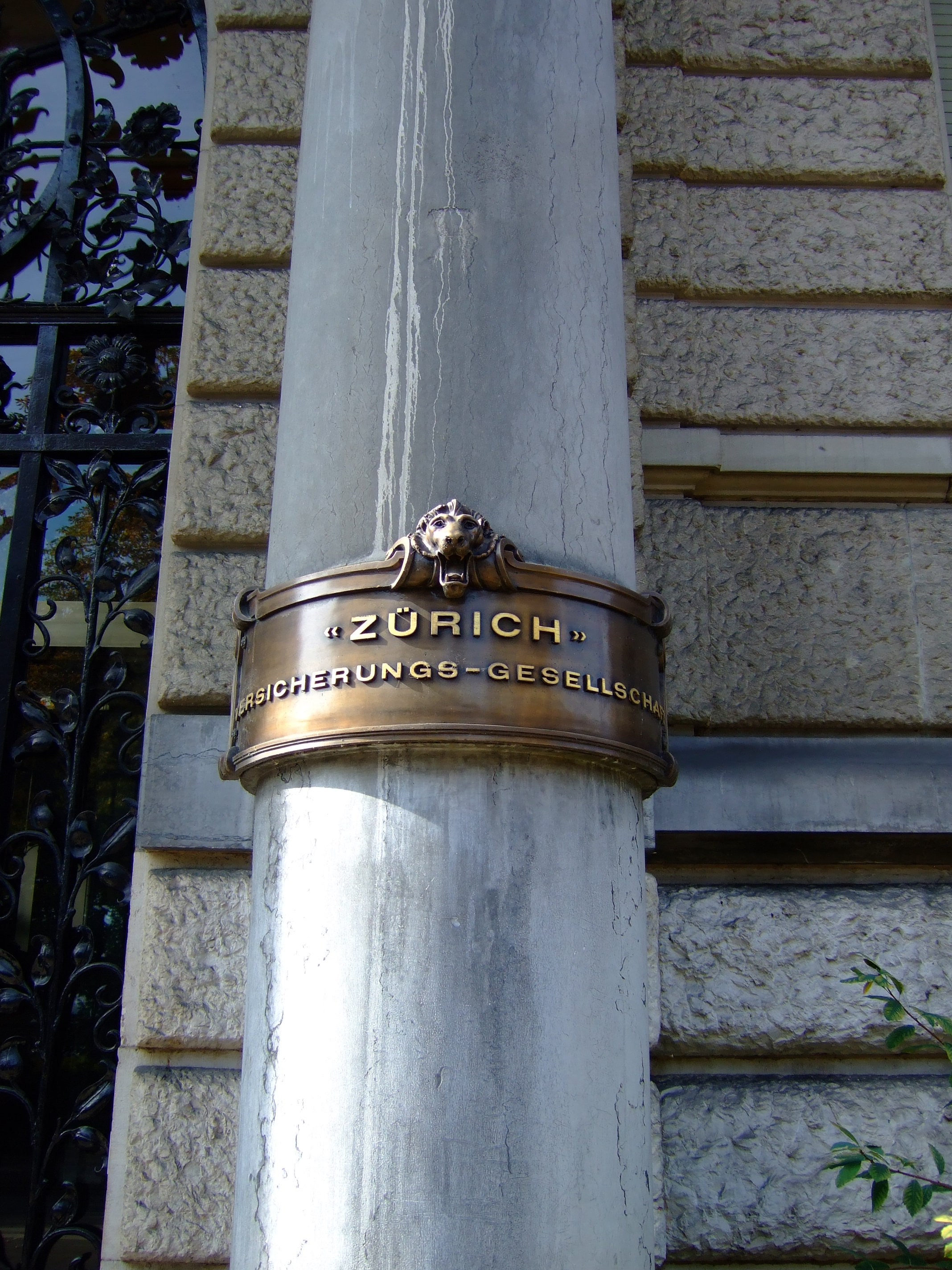
Der Unternehmensname am Hauptgebäude in Zürich, der heute noch für das Schweizer Unternehmen (Marktauftritt unter Zurich Schweiz) steht, während die hier ansässige Muttergesellschaft sich heute Zurich Insurance Group nennt.

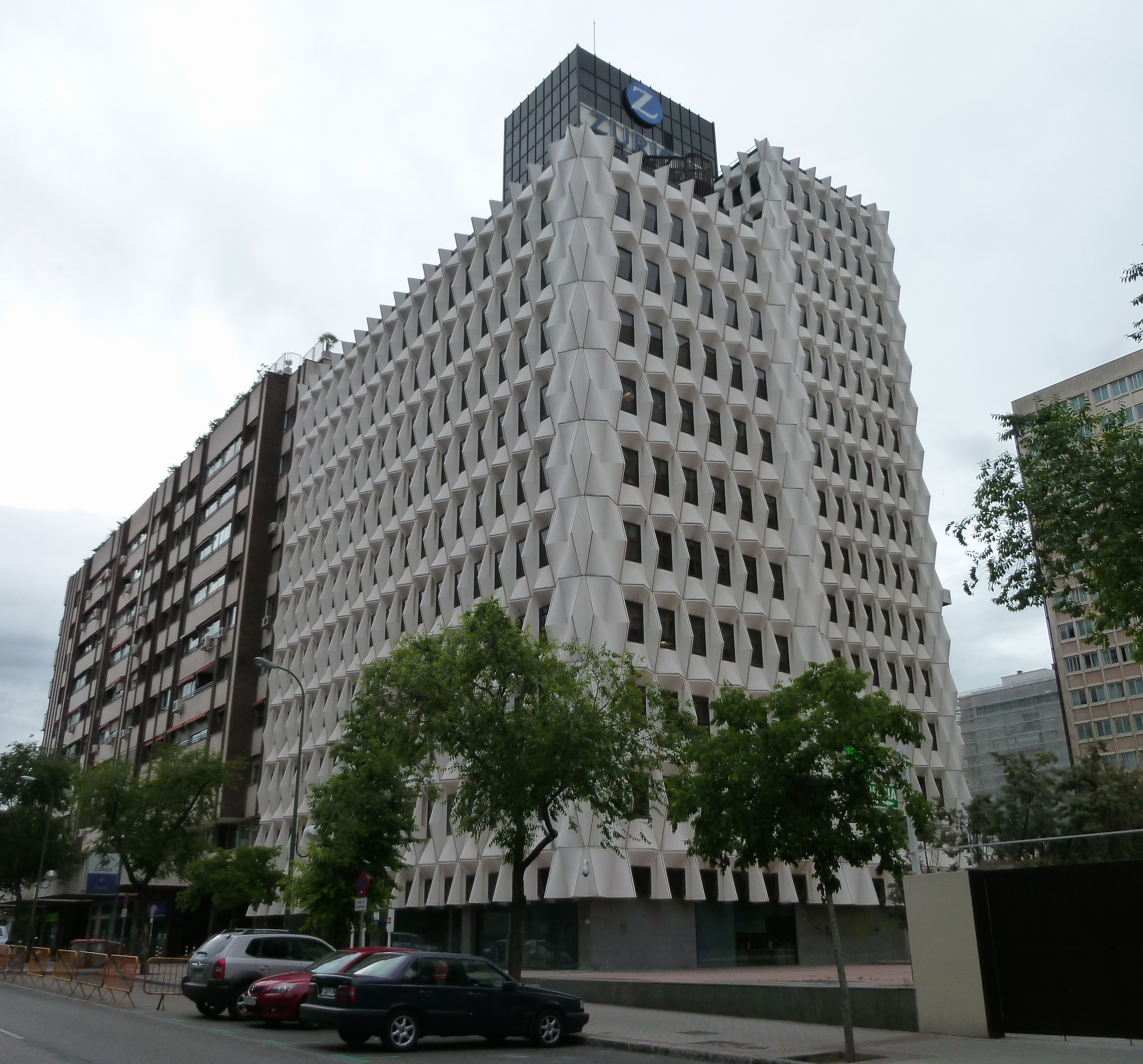
Madrid (Spanien).

Die Zurich Insurance Group (Zurich) mit Sitz in Zürich ist eine international tätige Schweizer Finanzdienstleistungsgesellschaft und die Muttergesellschaft der Zürich Versicherungs-Gesellschaft. Bis Ende März 2012 hiess sie Zurich Financial Services (ZFS).
Mit Bruttoprämieneinnahmen und Policengebühren von 50,998 Milliarden US-Dollar ist Zurich der grösste Versicherungskonzern der Schweiz und liegt unter den Erstversicherern weltweit auf Rang 5. Die Unternehmensgruppe ist in 210 Ländern und Gebieten aktiv und beschäftigt weltweit rund 55'000 Mitarbeiter. In den Forbes Global 2000 der grössten börsennotierten Unternehmen belegt die Zürich Insurance Group Platz 110 (Stand: GJ 2017). Das Unternehmen kam Ende 2023 auf eine Marktkapitalisierung von 64,3 Mrd. CHF.
Die Zurich Insurance Group AG ist an der SIX Swiss Exchange notiert.

## Unternehmensgeschichte

### Zürich Versicherungs-Gesellschaft (1872–1998)
Das Unternehmen wurde 1872 auf Betreiben der «Schweiz» Transport-Versicherungs-Gesellschaft (die auf Initiative der Schweizerischen Kreditanstalt 1869 entstand) unter dem Namen Versicherungs-Verein als Rückversicherung gegründet. Die Gründung erfolgte durch Personen, die auch in den Gremien der «Schweiz» Transport-Versicherungs-Gesellschaft vertreten waren.
Am 1. Mai 1873 begann die Geschäftstätigkeit. 1875 wurde das Feld der Unfallversicherung betreten. Die Gesellschaft wurde in Transport- und Unfall-Versicherungs-Actiengesellschaft «Zürich» umbenannt. 1880 gab Zurich nach einem schweren Verlust das Seegeschäft auf.
Bis 1894 erwarb sie Lizenzen um Geschäfte in Österreich, Preussen, Dänemark, Schweden, Norwegen, den restlichen deutschen Staaten, Frankreich, Belgien, den Niederlanden, Spanien, Polen, Russland, Italien, Luxemburg und Liechtenstein. Auf Grund des Wechsels 1894 von der Transportversicherung zur Unfall- und Haftpflichtversicherung wurde sie in «Zürich» Allgemeine Unfall- und Haftpflicht-Versicherungs-Gesellschaft umbenannt.
Wegen legaler Abwicklungen im Bereich der Arbeiter-Abfindungen riskierte sie 1912 den Einstieg in das Geschäft in Nordamerika, beginnend in den Bundesstaaten New York, Illinois, New Jersey und Massachusetts der USA.
Im Jahr 1915 erwarb Zürich erstmals eine ganze Gesellschaft, die Hispania Compañia General de Seguros aus Barcelona in Spanien.
Zehn Jahre später 1922 gründete Zürich die Vita Lebensversicherungs-Gesellschaft als selbstständige Tochtergesellschaft, die alsbald ins benachbarte Ausland expandierte. Zudem wurde eine Niederlassung im Vereinigten Königreich (als erste ausländische Versicherungsgesellschaft) gegründet. Ein Jahr später wurde eine weitere Niederlassung in Kanada gegründet.
1925 wurde Zürich offizieller Versicherer aller Ford-Neufahrzeuge in Grossbritannien. 1929 wurde die Zurich Fire Insurance Company of New York gegründet, 1938 die Rückversicherungsgesellschaft Turegum, 1939 die American Guarantee and Liability Company in New York.
Im Jahr 1950 kaufte sie einen Anteil an der Companhia de Seguros Metrõpole S.A. aus Lissabon. Fünf Jahre später, 1955 wurde die «Zürich» Allgemeine Unfall- und Haftpflicht-Versicherungs-Gesellschaft in «Zürich» Versicherungs-Gesellschaft umbenannt, Namen, den sie bis heute innehat.
Zwischen 1955 und 1976 wurden mehrere Gesellschaften erworben, darunter die Commonwealth General Assurance Corporation aus Sydney, die Iguazù Compañia de Seguros S.A. aus Buenos Aires, die Empire Fire and Marine Insurance Company aus Nebraska, die Fidelity and Deposit Company aus Maryland, die Universal Underwriters aus Kansas City, die Anglo Americana de Seguros Gerais aus São Paulo, die Minerva Group aus Italien, die Centre Reinsurance Holding aus Bermuda, die La Chilena Consolidada und die Seguros de Vida aus Chile und die Seguros Chapultepec aus Mexiko.
Auf Initiative der Vita Lebensversicherungs-Gesellschaft entstanden 1968 die ersten Vita Parcours (Trimm-dich-Pfade) der Schweiz und 1990 wurde ZIM (Zurich Investment Management) als Anlagenverwaltungs-Partner für Tilgungs-Fonds und institutionelle Anleger in der Schweiz gegründet. Im Rahmen einer neuen Marken-Strategie wurde 1993 aus der «Vita» die «Zürich» Lebensversicherungs-Gesellschaft, die am Markt unter dem Namen Zürich Leben auftritt. Während der Name «Vita» damit vom Markt verschwindet, lebt er in der 1994 ausgelagerten Stiftung Vita Parcours weiter. 1994 übernahm die «Zürich» die Zürcher Privatbank Rüd, Blass & Cie. Im Zuge einer Konzentration auf das Versicherungsgeschäft wurde die Privatbank 2003 wieder veräussert.
Die Zürich übernahm 1996 80 Prozent der Kemper Corporation und 97 Prozent der Kemper Financial Service und erlangte 1997 eine Mehrheitsbeteiligung an der Scudder, Stevens & Clark aus New York. Anschliessend wurde Kemper mit Scudder zur Scudder Kemper Investments fusioniert.

### Zurich Financial Services (1998–2012)
Von 1991 bis 2002 war Rudolf Hüppi Geschäftsführer (CEO), ab 1993 Verwaltungsrat und ab 1995 Präsident des Verwaltungsrates. Er machte mit seinem Expansionskurs die Zurich Financial Services zu einem Allfinanzkonzern mit 70‘000 Mitarbeitern.
Im September 1998 schlossen sich die Zürich und die Finanzdivision der British American Tobacco zur Zurich Financial Services zusammen. Diese bestand aus der Schweizer Zurich Allied AG, gelistet im Swiss Market Index, und der britischen Allied Zurich plc, die im FTSE 100 gelistet war (Dual-listed Company). Im Jahr 2000 wurde die Struktur unter einer einzigen Holding nach Schweizer Aktienrecht neu geordnet. Alle alten Aktien wurden ersetzt durch neue Aktien der neu gegründeten Zurich Financial Services (ZFS) mit einer ersten Kotierung an der SWX Swiss Exchange in Zürich und einer zweiten in London.
Im Jahr 2002 fokussierte ZFS sich auf versicherungstechnische Finanzprodukte und -dienstleistungen. ZFS kehrte 2003 zur Profitabilität zurück und kündigte an, dass sie ihre Ziele erreicht und einen Gewinn von 2,1 Milliarden USD erzielt hat, nachdem sie ein Jahr zuvor noch einen Verlust von 3,4 Milliarden USD verzeichnet hatte. Das Betriebsergebnis stieg um 93 Prozent auf 2,3 Milliarden USD; der Turnaround war vollzogen.
Zurich blieb 2004 auf Kurs mit einem Gewinn von 2,5 Milliarden und einem Betriebsergebnis von 3,1 Milliarden USD, im Vergleich zum Vorjahr ein Anstieg von 36 Prozent.
Der Gewinn der Zurich stieg 2005 um 30 Prozent auf 3,2 Milliarden USD an, das Betriebsergebnis erhöhte sich um 32 Prozent auf 3,9 Milliarden USD.
2008 erwirtschaftete Zurich Financial Services einen Gewinn von 3 Milliarden US-Dollar, nach einem Rekordgewinn von 5,7 Milliarden im Vorjahr.
Im Juli 2011 teilte Zurich mit, dass sie die definitiven Verträge für eine langjährige Allianz mit Banco Santander SA (Santander) über 25 Jahre hinweg in Lateinamerika unterzeichnet hat.

### Zurich Insurance Group (ab 2012)
Am 15. Februar 2012 hat der Konzern bekannt gegeben, dass das Unternehmen in Zurich Insurance Group umbenannt wird. Dieser Namenswechsel wurde an der Generalversammlung vom 29. März 2012 mit 99,4 Prozent Zustimmung genehmigt. Anfang April 2012 erfolgte die Eintragung der zuvor beschlossenen Namensänderung in das Handelsregister des Kantons Zürich. Finanzchef Pierre Wauthier nahm sich im August 2013 das Leben; er hat in seinem Abschiedsbrief Verwaltungspräsident Josef Ackermann belastet, er hätte unverhältnismässig Druck auf ihn ausgeübt. Daraufhin trat Josef Ackermann zurück. Eine Untersuchung der Eidgenössischen Finanzmarktaufsicht entlastete Ackermann, Wauthier war keinem «ungebührlichen oder unangemessenen Druck» durch Ackermann oder eines anderen Entscheidungsträgers ausgesetzt. Tom de Swaan trat an Ackermanns Stelle. Im Dezember 2015 ist CEO Martin Senn unter dem Druck des Verwaltungsrats zurückgetreten, nachdem die letzten Geschäftszahlen eher enttäuscht hatten. Zuvor hatte Zurich Insurance Group den Plan aufgegeben, den englischen Konkurrenten RSA Insurance Group zu übernehmen. Im Januar wurde Mario Greco, ehemaliger Chef von Generali, zum CEO von Zurich Insurance ernannt. Am 27. Mai 2016 beging Martin Senn Suizid.
Die Zurich Insurance Group sollte die Bauarbeiten der Pipeline Nord Stream 2 versichern, die russisches Erdgas durch die Ostsee nach Deutschland leiten soll. Der Versicherer stieg im Januar 2021 aus dem Projekt aus, um möglichen US-Sanktionen aus dem Weg zu gehen. Zuvor hatte sich schon der Baugrosskonzern Bilfinger aus dem Projekt zurückgezogen.
Im März 2022 kündigte die Zurich Insurance Group an, in den Sozialen Medien bis auf Weiteres nicht mehr mit dem vereinfachten Buchstabenlogo (weisses „Z“ im blauen Kreis) aufzutreten. Hintergrund ist der russische Überfall auf die Ukraine, in dessen Rahmen der Buchstabe „Z“ als Symbol der russischen Streitkräfte und deren Unterstützung gilt.

### Tochterunternehmen der Zurich Insurance Group
Im Dezember 1991 wurde in St. Ingbert das Tochterunternehmen Baden‐Badener Versicherung AG gegründet. Das Unternehmen hat sich spezialisiert auf Versicherungsprodukte für private Haushalte und wurde dann als Maklerversicherer aktiv. Das Unternehmen wurde 2017 aufgelöst.

## Globale Tätigkeiten

### Nordamerika
Der US-Markt wird hauptsächlich von der Farmers, der drittgrössten Privat- und Haftpflichtversicherungs-Gesellschaft in Amerika, bedient. Die 1928 gegründete Farmers wurde 1998 von Zurich übernommen und operiert heute in 41 Staaten durch ein Netzwerk von 20'000 Mitarbeitern. Im Juli 2009 übernahm Zurich über ihre Tochtergesellschaft Farmers die US-Autoversicherssparte der AIG.
Zurich North America Commercial mit Sitz in Chicago ist der drittgrösste Anbieter von Schadensversicherungen in Nordamerika. Sie bietet vor allem Lösungen für Kleinbetriebe, mittlere Märkte und grosse Unternehmenskunden. Im Jahr 2005 erzielt Zurich North America Commercial ein Bruttoprämieneinkommen von 12,5 Milliarden USD.

### Europa
In Europa ist die Zurich hauptsächlich an den Märkten im Vereinigten Königreich, Deutschland (Zurich Gruppe), der Schweiz, Italien, und Spanien vertreten.
Weitere Europäische Märkte sind Österreich (Zürich Versicherung Österreich), Irland, Portugal, Türkei, die Benelux und Russland.

### International
Das übrige internationale Geschäft umfasst die Regionen Lateinamerika, Südafrika, Australien, Japan und den Grossraum Volksrepublik China/Südostasien.

## Geschäftsstruktur
Zurich betreut Kunden in mehr als 170 Ländern und unterhält Geschäftsbereiche in Europa, Nordamerika, dem asiatisch-pazifischen Raum und Lateinamerika.
Die Zurich Insurance Group AG ist in drei Kerngeschäftsbereiche untergliedert:

### Allgemeines Versicherungsgeschäft
Zurichs General Insurance betreut Privatpersonen, kleine und mittelgrosse Unternehmen sowie wichtige multinationale Konzerne mit Produkten und Dienstleistungen in den Bereichen Kfz, Eigenheim und Handel.

### Global Life
Im Rahmen von Global Life bietet Zurich seinen Kunden Produkte in den Bereichen Lebensversicherung, Sparen, Kapitalanlagen und betrieblicher Altersversorgung an.

### Farmers
Das Segment Farmers umfasst einen landwirtschaftlichen Verwaltungsservice, der nicht schadensbezogene Verwaltungsleistungen für die (nicht zu Zurich gehörenden) Farmers Exchanges erbringt, sowie das Farmers RE-Geschäft, das durch die Gruppe von den Farmers Exchanges übernommene Rückversicherungen umfasst. Die Zurichs Farmers Insurance Group ist die drittgrösste Versicherungsgruppe in den Vereinigten Staaten.

## Produkte
Die Zurich Insurance Group AG bietet allgemeine Versicherungsprodukte und Lebensversicherungsprodukte für Privatpersonen, kleine und mittelgrosse Unternehmen sowie multinationale Konzerne an, u. a. Kfz-, Gebäude-, allgemeine Haftpflicht-, Cyber-, Lebens- und Critical-Illness-Versicherungen sowie Spar-, Kapitalanlage-, Renten- und Altersvorsorgepläne.

## Finanzleistung und -informationen
Die Zurich Insurance Group AG (Zurich) ist an der SIX Swiss Exchange unter dem Ticker ZURN kotiert. 

### Aktionärsstruktur
Am 31. Dezember 2012 waren 148,300,123 voll eingezahlte Namenaktien im Umlauf, die von 124,847 Aktionären gehalten wurden. 24,7 % dieser Namenaktien wurden von Privatpersonen gehalten (15,3 % aller ausgegebenen Aktien), 7,2 % von Stiftungen und Rentenfonds (4,5 % aller ausgegebenen Aktien) und 68,1 % von anderen juristischen Personen (42,3 % aller ausgegebenen Aktien). Mit Jahresabschluss 2024 waren folgende Aktionäre mit mehr als 3 % Anteilen bekannt:
- BlackRock - größer 5 %
- The Capital Group Companies - größer 3 %
- UBS Fund Management - größer 5 %

### Geschäftsentwicklung
Für das Gesamtjahr 2012 verzeichnete Zurich ein (den Aktionären zurechenbares) Nettoeinkommen nach Steuern von USD 3,878 Milliarden, eine Steigerung von 3 % gegenüber dem Vorjahr, sowie einen operativen Gewinn von USD 4,075 Milliarden. Für das Gesamtjahr kündigte das Unternehmen eine Dividende in Höhe von CHF 17.00 an, die im April 2013 ausbezahlt wird.
Das Unternehmen verfügte am 31. Dezember 2012 über eine solide Eigenkapitalausstattung mit einer Solvency 1 Ratio von 278 % und einer Swiss Solvency Test Ratio von 178 % am 1. Juli 2012, was weit über den Mindestkapitalanforderungen liegt. Die Stärke von Zurichs Bilanz spiegelt sich in den Berichten der Rating-Agenturen wider. Mit Stand vom 31. Dezember 2012 wurde die Zurich Insurance Company AG von Standard and Poor’s mit AA-/stable bewertet, von Moody’s mit Aa3/stable und von A.M. Best mit A+/stable.
Im Juli 2011 unterzeichnete Zurich den UN Global Compact und ein Jahr später, im Juli 2012 verpflichtete sich die Gesellschaft als Unterzeichnerin zu den von UNEP FI, der Finanzinitiative des Umweltprogramms der UNO (UNEP), entwickelten Principles for Responsible Investment (PRI).
Anschliessend, im Oktober 2017 erfolgte die Unterzeichnung von Principles for Sustainable Insurance (PSI) der UNEP FI, die als Leitfaden für die Versicherern zur Berücksichtigung von Nachhaltigkeitskriterien in ihrem Kerngeschäft konzipiert sind.
Soweit nicht anders angegeben, beziehen sich alle im Folgenden genannten Zahlen auf das zum 31. Dezember endende Geschäftsjahr und lauten auf Millionen USD.
| Geschäftsjahr bis 31. Dezember | Umsatz (in USD Mio.) | Gewinn vor Steuern (in USD Mio.) | Gewinn nach Steuern (in USD Mio.) | Bereinigtes Ergebnis pro Aktie (in CHF) |
| ------------------------------ | -------------------- | -------------------------------- | --------------------------------- | --------------------------------------- |
| 2012                           | 70,414               | 4,075                            | 3,878                             | 24.79                                   |
| 2011                           | 52,983               | 4,243                            | 3,750                             | 22.69                                   |
| 2010                           | 67,857               | 4,862                            | 3,507                             | 23.59                                   |
| 2009                           | 70,272               | 4,531                            | 3,236                             | 24.39                                   |
| 2008                           | 32,349               | 2,663                            | 3,116                             | 23.53                                   |